# Бондаренко, Константин Иванович (художник-постановщик)
Константин Иванович Бондаренко (12 (24) мая 1892, Одесса, Российская империя — 21 января 1942, Ленинград, СССР) — советский художник-постановщик

.

## Биография
Константин Бондаренко родился 24 мая (12 мая ст. ст.) 1892 года в Одессе.
В 1911 году окончил Одесское художественное училище, затем учился в Академии Художеств (1911—1914), в 1921 году получил звание художника живописи, также учился в ВХТУЗе (1921—1923).
В 1923—1928 годах работал как художник-оформитель в Ленинграде, затем работал художником-постановщиком на киностудии «Ленфильм».
Умер 21 января 1942 в блокадном Ленинграде.

## Фильмография
Художник-постановщик фильмов:
- 1931 — Закон дружбы (режиссёр-постановщик: Чеслав Сабинский)
- 1931 — Золотое время (короткометражный) (совместно с Лидией Неймарк; режиссёр-постановщик: Пётр Кириллов)
- 1931 — Остров чудес (режиссёры-постановщики: Наум Угрюмов, Абрам Народицкий)
- 1932 — Гайль, Москау! (режиссёр-постановщик: Владимир Шмидтгоф)
- 1932 — Ищу протекции (режиссёр-постановщик: Борис Казачков)
- 1932 — Сердце Соломона (совместно с Семёном Мейнкиным; режиссёры-постановщики: Михаил Кресин, Сергей Герасимов)
- 1933 — Отчаянный батальон (режиссёры-постановщики: Абрам Народицкий, Наум Угрюмов)
- 1934 — Флаг стадиона (режиссёр-постановщик: Борис Казачков)